# Bokstriller
Een bokstriller is een in de zangpraktijk voorkomende triller die uitgevoerd wordt op eenzelfde toon (een prime).
Deze 'triller' heeft de naam 'bokstriller' – triller van een bok – gekregen vanwege het mekkerende karakter, dat doet denken aan een geit die mekkert. Een normale triller beslaat een grote of kleine secunde, en klinkt doorgaans melodieuzer.
De bokstriller is dus een snelle herhaling van een vocale toon die doorgaans een artistiek waardeloze triller moet voorstellen. De benaming wordt ook gebruikt indien een vocalist geen goede echte trillers kan zingen. De bokstriller wordt door sommige componisten echter als effect gebruikt, zoals Luciano Berio in enkele van zijn vocale werken deed.
Anderzijds was deze vorm van trillers zingen in de Italiaanse renaissance en vroege barok zeer gebruikelijk (denk aan componisten als Monteverdi en Carissimi). Het beoogde effect is daar zeker geen artistieke parodie, maar een manier om spanning op te bouwen voor de ontspanning in de slotnoot. Deze trillers worden ook wel Monteverditrillers genoemd.